# シーブラン・キャンディ・ハンター・ジュニア
シーブラン・"キャンディ"・ハンター・ジュニアは、1970年代にリトル・リチャードのバンドの一員として活動したアメリカのミュージシャンおよび作詞家。
彼は「Rockin’ Rockin’ Boogie」の共作者であり、1975年のウェンブリー・スタジアム公演にも出演しました。彼の貢献はQobuzやBarnes & Noble、Phil Silvermanによるレビューなど、複数の音楽プラットフォームで確認されています。公式な記録ではしばしば省略されがちですが、彼の音楽的役割は多くの証拠と証言で裏付けられています。